# (550) Senta
(550) Senta ist ein Asteroid des Hauptgürtels, der am 16. November 1904 von Max Wolf entdeckt wurde.
Der Name ist vermutlich abgeleitet von einer Figur aus der Oper Der Fliegende Holländer von Richard Wagner.